# Dusičnan thoričitý
Dusičnan thoričitý (Th(NO3)4) je sůl thoria, tvoří bílé, neprůsvitné, krystaly. Je radioaktivní a vysoce toxický. Má také silné oxidační účinky. Dříve sloužil především pro výrobu punčošek do lamp, případně i se svým oxidem. Dnes se používá k výrobě dalších sloučenin thoria.